# Operação Sul
A Operação Sul (em francês:  Opération Sud; setembro de 1965 – julho de 1966) foi uma ofensiva militar conduzida pelas forças da República Democrática do Congo (RDC) em Quivu contra insurgentes durante a rebelião Simba. Foi realizada pelo exército regular da RDC, o Exército Nacional Congolês (ANC), mercenários e vários soldados estrangeiros empregados pela Bélgica e pelos Estados Unidos. A operação tinha como objetivo destruir os redutos restantes dos simbas e acabar com a rebelião. Embora os insurgentes fossem apoiados por cubanos comunistas aliados sob o comando de Che Guevara e grupos de exilados ruandeses, a operação resultou na conquista da maioria das áreas controladas pelos rebeldes e efetivamente destruiu os insurgentes simbas.

## Antecedentes
Após a sua independência em 1960, a República do Congo tornou-se alvo de uma série de convulsões e conflitos políticos colectivamente denominados de "Crise do Congo".  Em 1964, vários grupos insurgentes lançaram uma grande rebelião nas regiões orientais, infligindo pesadas perdas ao Exército Nacional Congolês (ANC), o exército nacional.  Os rebeldes capturaram grande parte da província de Oriental e Quivu, proclamaram uma "República Popular" de esquerda,  e declararam suas milícias o "Armée Populaire de Libération" (APL). No entanto, os rebeldes tornaram-se mais comumente conhecidos como "Simbas" e nunca conseguiram unir-se organizacional ou politicamente.    Apesar disso, foram vistos como socialistas anti-ocidentais e anti-colonialistas por potências estrangeiras e, assim, vários Estados estrangeiros simpatizantes, incluindo Cuba, começaram a canalizar ajuda para os insurgentes simbas.   Do outro lado, o governo congolês recebeu apoio de potências ocidentais como os Estados Unidos, cuja CIA enviou exilados cubanos como pilotos militares (chamados "Makasi") para apoiar o ANC.  O presidente Joseph Kasa-Vubu nomeou Moïse Tshombe como novo primeiro-ministro para resolver a crise.  Tshombe liderou anteriormente o Estado separatista de Katanga, cujo exército era composto pela Gendarmaria Katangesa e mercenários de apoio.  

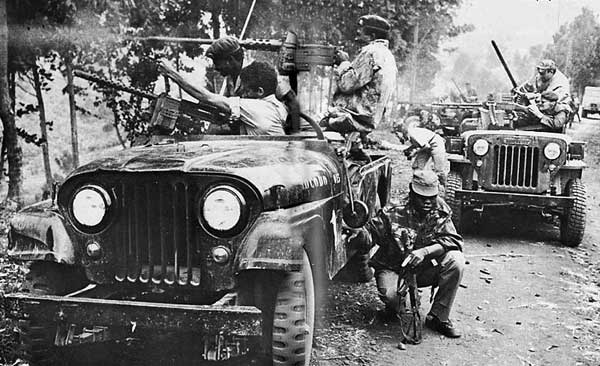
Soldados do ANC, incluindo mercenários negros e brancos, em combate contra rebeldes simbas.

Após o fracasso das negociações com os simbas, Tshombe recrutou um grande número de ex-gendarmes e mercenários para reforçar o ANC.   Essas tropas eram lideradas por Mike Hoare e organizadas como unidades denominadas "Comandos",  confiando na velocidade e no poder de fogo para superar e manobrar os insurgentes.  As forças de segurança reforçadas conseguiram travar o avanço dos simbas.  No final de 1964, o governo congolês e seus aliados, incluindo a Bélgica e os Estados Unidos, organizaram uma grande contra-ofensiva contra os rebeldes simbas. Esta campanha resultou na retomada de vários assentamentos no nordeste do Congo, sendo o mais importante Stanleyville (hoje Quissangane). Os mercenários desempenharam um papel importante na ofensiva, reforçando a sua reputação e levando Tshombe a prolongar os seus contratos, bem como a recrutar mais deles. 
Em janeiro de 1965, Hoare foi promovido a tenente-coronel pelo General Joseph-Desiré Mobutu, chefe do Estado-Maior do ANC,  e recebeu o comando de uma zona militar denominada "Operação Nordeste" na Província Oriental.  De março a junho de 1965, contingentesdo ANC e mercenários sob o comando de Mike Hoare e Jacques Noël organizaram as Operações "Gigante Branco" e "Violetas Imperiais", ofensivas militares destinadas a retomar as áreas que fazem fronteira com Uganda, Sudão e República Centro-Africana. Estas operações cortaram importantes rotas de abastecimento dos rebeldes, recapturaram várias grandes cidades no norte da Província Oriental e privaram os insurgentes das minas de ouro locais.   Isto enfraqueceu grandemente a rebelião Simba.  Em meados de 1965, os simbas tinham perdido a maior parte do seu território no nordeste do Congo. 
A partir de abril de 1965, os rebeldes simbas foram reforçados por várias ondas de voluntários comunistas cubanos sob o comando de Che Guevara, a maioria deles negros. Estes pretendiam fornecer formação aos rebeldes e também ajudar na logística.   Em contraste, outras formas de apoio estrangeiro aos rebeldes diminuíram à medida que os seus aliados internacionais entraram em disputas.  Os cubanos ficaram logo desiludidos com a falta de capacidade de luta dos insurgentes simbas e com a sua liderança em lutas internas.  No final de 1965, as forças simbas restantes consistiam principalmente de seguidores de Laurent-Désiré Kabila; outras facções simbas, como as de Gaston Soumialot e Christophe Gbenye, foram amplamente derrotadas.   Apesar de tudo, Soumialot e Gbenye continuaram a posar como líderes da insurgência no exílio,   ao mesmo tempo que discutiam entre si. Em 5 de agosto de 1965, Soumialot declarou no Egito que o "Governo Revolucionário" congolês havia sido dissolvido e Gbenye havia sido demitido do cargo de Presidente da República Popular. A liderança simba exilada no Egito e no Sudão posteriormente intensificou suas lutas internas, com até mesmo dois líderes rebeldes sendo assassinados. Irritados com esta agitação, os governos egípcio e sudanês responderam expulsando muitos líderes simbas e internando outros membros do movimento rebelde. 

## Prelúdio

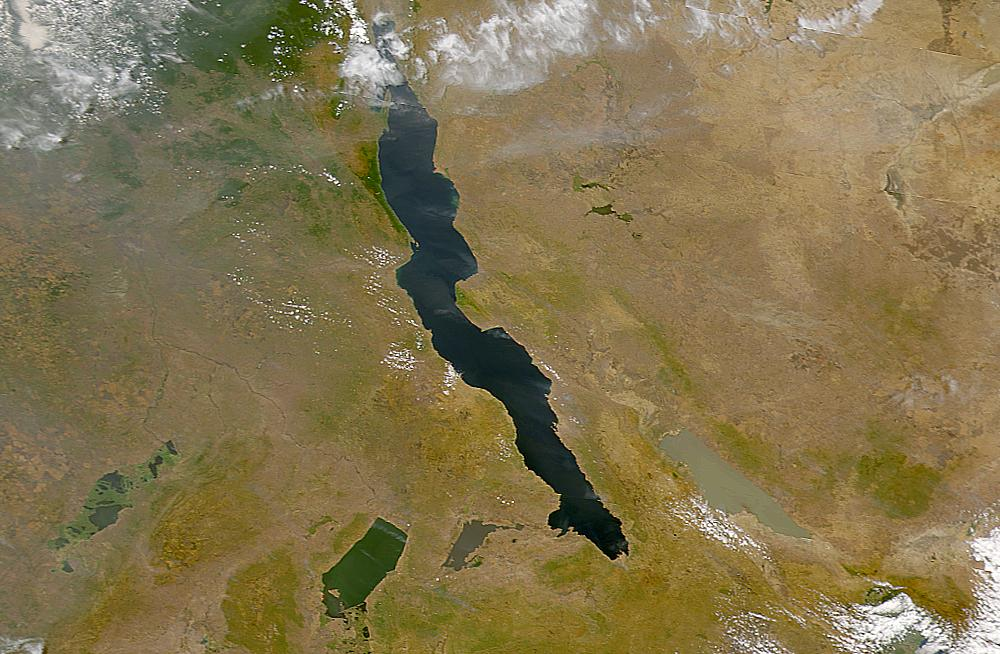
A Operação Sul teve como alvo os remanescentes da rebelião Simba que se mantinham ao longo da costa ocidental do Lago Tanganica.

Após os sucessos das Operações Gigante Branco e Violetas Imperiais, o ANC planejou uma nova ofensiva, a "Operação Sul". Esta campanha teria como alvo o último grande reduto Simba, localizado em Fizi-Baraka, no Quivu do Sul. Este era o centro do território restante controlado pelos rebeldes, que se estendia por 240 quilômetros ao longo do Lago Tanganica e atingiu 260 quilômetros para o interior.   A área de campanha foi designada como abrangendo o território entre Kalemie, Uvira e Bucavu no norte e Mwenga, Kalole, Wamaza, Kasongo, Kongolo e Nyunzu. Esta região era de difícil acesso e travessia, dominada pelas Montanhas Mitumba. Os rebeldes locais ainda recebiam suprimentos de Estados estrangeiros; estes eram enviados através do Lago Tanganica.   Para derrotar estes redutos rebeldes, as forças governamentais tiveram de cortar as rotas de abastecimento naval.  Hoare planejou combinar ataques terrestres, anfíbios e aéreos para a próxima operação.  Ao delinear a operação, ele tentou evitar erros cometidos num ataque anfíbio anterior, a Operação White-Chain,  ao alistar uma grande força naval. Ele também espalhou informações falsas sobre uma suposta ofensiva (denominada "Operação Wingate") nas montanhas, na esperança de enganar os insurgentes.  Depois de perceberem a extensão do apoio comunista cubano aos rebeldes de Kabila, os agentes belgas e da CIA no Congo instaram Hoare a prosseguir com a ofensiva planejada. 
Mesmo enquanto os preparativos para a Operação Sul prosseguiam,  o governo central congolês sofria com consideráveis lutas políticas internas. Graças à crescente popularidade de Tshombe em todo o país devido aos seus sucessos contra os insurgentes, ele e seu partido CONACO conquistaram a maioria nas eleições parlamentares de março-abril de 1965. Apesar disso, o Presidente Kasa-Vubu apelou a um “governo de unidade nacional”, levando a uma feroz luta política entre o Presidente e Tshombe nos meses seguintes. 

## Forças oponentes

### Governo congolês e aliados
As forças governamentais envolvidas na Operação Sul foram lideradas pelo Tenente-Coronel Eustache Kakudji, um oficial congolês do ANC. Um oficial belga, o tenente-coronel Roger Hardenne, atuou como chefe do gabinete de Kakudji.   Além disso, Louis Bobozo desempenhou um papel importante na operação.  A sede da Operação Sul foi instalada em Albertville,  onde a missão militar belga local também estava localizada e auxiliava o ANC.  Hoare liderou mais uma vez o contingente mercenário e esteve principalmente envolvido na execução do elemento anfíbio da ofensiva.  As tropas regulares do ANC desempenharam um papel marginal na operação  que foi levada a cabo principalmente por mercenários e ex-gendarmes catangueses.   Os soldados do ANC eram frequentemente mal-treinados e sofriam de baixo moral; os seus oficiais eram maioritariamente belgas.  Em contraste, os mercenários e gendarmes envolvidos na operação foram considerados relativamente eficazes, embora também tratassem civis e prisioneiros de guerra de forma brutal e entrassem em confronto com outras tropas do ANC.  Tshombe deliberadamente não empregou algumas das suas unidades mais bem treinadas e leais contra os simbas, conservando em vez disso a sua força para futuras lutas políticas na RD do Congo.  Os mercenários e ex-gendarmes katangeses estavam bem equipados com veículos, incluindo vários caminhões, jipes e pelo menos um carro blindado Ferret. No geral, as seguintes unidades foram desdobradas durante a Operação Sul: 5º Comando,  6º Comando, 9º Comando,  Comando Codoki,  5º Batalhão de Infantaria, 8º Batalhão de Infantaria, 13º Batalhão de Infantaria,  14º Batalhão de Infantaria e Batalhão Kongolo.  No total, cerca de 2.400 soldados estiveram envolvidos. 

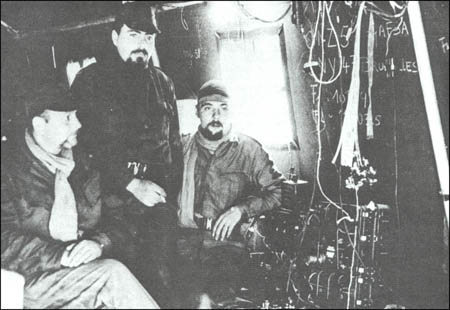
Pilotos cubanos exilados ("Makasi") da CIA durante a rebelião Simba.

Para facilitar os desembarques anfíbios planejados, bem como o transporte naval, as forças governamentais incluíram a chamada Force Navale ("Força Naval")  ou Force Navale Congolaise.  Este contingente consistia inicialmente em seis barcos Chris-Craft P armados com metralhadoras e no barco de pesca armado Ermans, capitaneado por Iain Peddle e tripulado por mercenários.   Vários navios civis também foram fornecidos pela companhia de navegação belga que operava no Lago Tanganica, incluindo o vapor Urundi, o rebocador Ulindi e as barcaças Uvira e Crabbe. Esses navios transportavam soldados e veículos para permitir que a força de desembarque planejada expandisse rapidamente sua cabeça de praia.  Entretanto, a CIA considerou que esses recursos navais eram muito poucos e de baixa qualidade para realizar um bloqueio naval na operação futura. A agência ordenou então a Thomas G. Clines, Diretor Adjunto do ramo marítimo da Divisão de Operações Especiais de Planos, que criasse uma nova marinha secreta no Lago Tanganica.  Clines adquiriu vários Swift Boats tripulados por cubanos empregados pela CIA;  estes cubanos pertenciam ao Movimento de Recuperação Revolucionária (em castelhano:  Movimiento Recuperación Revolucionaria, MRR), um grupo rebelde marítimo anti-Castro organizado pela CIA.  Localmente, o agente da CIA Jordy McKay e mais tarde o Navy SEAL James M. Hawes supervisionaram a criação da marinha secreta e lideraram pessoalmente as operações navais locais.  Além disso, a força pró-governo foi apoiada por oito a doze aeronaves militares T-28 e duas a quatro aeronaves militares Douglas A-26 Invader, um helicóptero Bell 47 e um Douglas DC-3, tripulados por pilotos "Makasi".   Os agentes cubanos da CIA eram fortemente motivados pelo seu ódio pelos seus compatriotas comunistas; ao perceberem que Che Guevara era um dos comandantes inimigos, queriam matá-lo a todo o custo.  Alguns oficiais e pilotos belgas envolvidos na Operação Sul também estavam ligados ou mesmo empregados pela CIA. 
As forças pró-governo também foram apoiadas por alguns grupos tribais. No Quivu do Sul, os baniamulenges aliaram-se às forças de segurança,  uma vez que desconfiavam dos rebeldes simbas desde o início. Os baniamulenges temiam que a insurgência fosse principalmente uma manobra do povo bembe para roubar as suas vacas.  Esses medos se concretizaram quando os rebeldes, sem suprimentos devido às derrotas, começaram a matar vacas baniamulenges para se alimentar. Como vingança, os baniamulenges organizaram milícias e começaram a caçar os rebeldes.  

### Rebeldes simbas e aliados

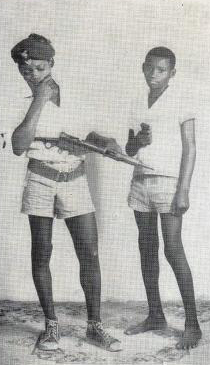
Crianças-soldados rebeldes simbas.

As forças simbas que se opunham à Operação Sul faziam oficialmente parte da "Frente Oriental" do APL, comandada por Laurent-Désiré Kabila,  chefe da facção rebelde Kabila-Massengo. Esta facção estava entre os grupos mais esquerdistas da insurgência.  Kabila estava frequentemente ausente das linhas de frente para visitar os oficiais simbas exilados;  o seu co-comandante, Idelphonse Massengo, raramente estava presente na zona de guerra.  Oficialmente, Fizi sediou a 2ª Brigada (Sul) do APL, dividida nos 3º, 7º e 8º Batalhões. Na realidade, o APL era geralmente desorganizado e carecia de uma estrutura firme.  As forças de Kabila foram recrutadas e apoiadas principalmente pelos bembes locais, bem como pelos exilados ruandeses.  Estes últimos envolveram-se na rebelião Simba para obter apoio estrangeiro para os seus próprios planos de invasão de Ruanda.  Em abril de 1965, vários milhares de militantes pró-Simba ruandeses operavam no leste do Congo.  Os exilados ruandeses estavam concentrados numa base em Bendera.  A qualidade de luta dos rebeldes simbas oscilou muito; às vezes, eles demonstravam disciplina e até bravura suicida,    mas em outros casos, eles fugiam sem sequer usar suas armas.  O treinamento cubano geralmente melhorou as capacidades das tropas de Kabila. 
A força de Che Guevara incluía cerca de 123 a 200 cubanos comunistas no total.  Eles montaram um centro de treinamento na Montanha Luluabourg, perto do Lago Tanganica, e ajudaram a coordenar o fluxo de suprimentos através do lago.  Embora os cubanos tenham ajudado a melhorar as capacidades de combate dos simbas e dos ruandeses,   a liderança Simba discordou dos cubanos em relação à ideologia e à estratégia, resultando em tensões que minaram qualquer cooperação militar.   Embora Guevara tivesse uma opinião negativa de Kabila e de outros comandantes simbas da linha de frente, ele desprezava Soumialot, pois este ainda fingia liderar forças e aceitava dinheiro, apesar de ter fugido do país.  Por volta do final de agosto/início de setembro de 1965, Soumialot visitou Havana e conheceu o líder cubano Fidel Castro. As alegações de Soumialot sobre a situação militar diferiam drasticamente dos relatórios de Guevara; Castro, consequentemente, ficou desconfiado de Guevara e enviou equipes para identificar qual versão dos eventos era verdadeira.  Um dos enviados, Emilio Aragonés (vulgo Tembo), começou a discutir amargamente com Guevara.  Muitos cubanos ficaram desmotivados devido ao baixo moral e à baixa qualidade dos seus aliados simbas. 

## Operação

### Fase Um ("Operação Banzi")

#### Batalha por Baraka

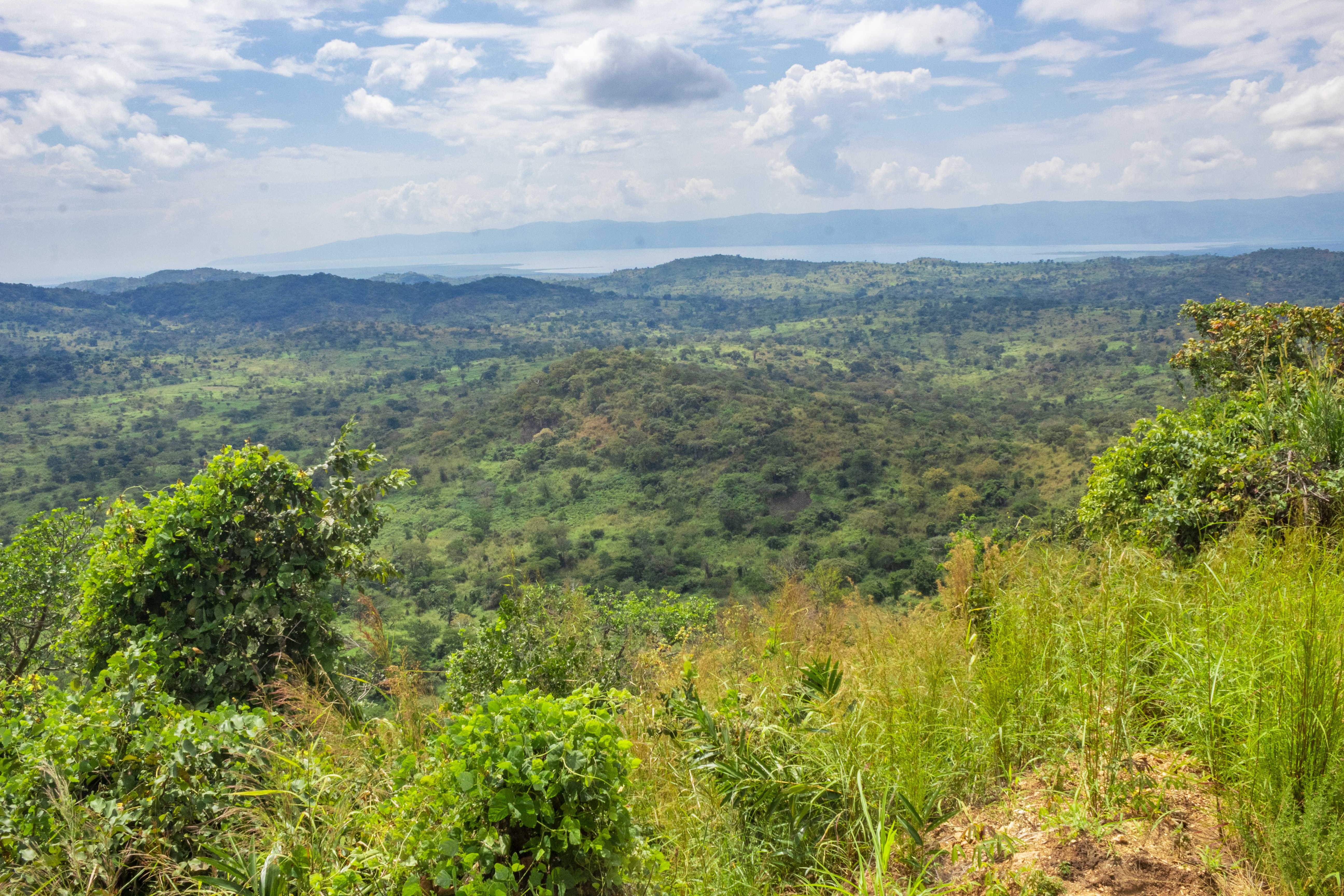
Campo em Fizi com o Lago Tanganica ao fundo.

A primeira fase da Operação Sul, denominada "Operação Banzi",  teve início em 27 de setembro de 1965.    Este ataque inicial consistiu em dois ataques anfíbios a Baraka e um ataque terrestre de Lulimba em direção a Fizi. Os desembarques anfíbios foram conduzidos pela "Força John-John" do 5º Comando sob o comando do Major John Peters e pela "Força Oscar" sob o comando do Capitão Hugh van Oppen, enquanto a ofensiva terrestre foi realizada pela "Força Alfa" sob o comando do Major Alistair Wicks.  As forças navais saíam do pequeno porto de Kabimba à noite; para economizar combustível, os rebocadores rebocavam as barcaças e os Ermans rebocavam os Swift Boats. Quando essas tropas chegaram perto de Baraka, Hoare ordenou que a aeronave da CIA bombardeasse a área, enquanto um grupo de reconhecimento de sete homens foi enviado para terra.  Entretanto, problemas surgiram rapidamente: uma tempestade, a escuridão e as águas agitadas atrapalharam os navios. O grupo de reconhecimento de Peters desembarcou na praia errada e descobriu que seus rádios eram fracos demais para se comunicar com seus camaradas. Um barco PT quebrou e começou a flutuar indefeso no lago.  Apesar de já estar duas horas atrasado e sem reconhecimento adequado, Hoare decidiu arriscar enviar suas forças para terra. 
As principais forças de desembarque chegaram à praia perto de Baraka em 45 minutos. Os rebeldes responderam com tiros de metralhadora e morteiros da cidade próxima, imobilizando as tropas do governo.   O ataque só pôde continuar quando os barcos e navios armados forneceram fogo de cobertura preciso, dirigido pelo agente da CIA McKay, para silenciar as posições rebeldes.   À medida que os grupos de desembarque avançavam para Baraka, encontraram forte resistência.  Enquanto a Força Oscar avançava em direção ao centro da cidade, a Força John-John tentou, sem sucesso, cercar o assentamento. A Força John-John foi repelida pelos insurgentes em meio a pesadas perdas de ambos os lados. Quatro mercenários foram mortos e muitos outros ficaram feridos, incluindo Peters; cerca de 120 rebeldes simbas foram mortos, incluindo seu comandante, Wasochi Abedi.  As tropas do ANC só conseguiram proteger totalmente as suas cabeças de praia após dois dias de combates,  embora os combates por Baraka continuassem.  Ao mesmo tempo, a Força Alfa foi detida por defesas rebeldes bem preparadas perto de Lubonja. Incapaz de continuar o seu avanço, a Força Alfa recuou posteriormente e, juntamente com duas companhias do ANC e mais equipamento pesado, foi também transportada através do Lago Tanganica para ajudar em Baraka.  Com essas forças adicionais, Hoare finalmente conseguiu dominar os redutos simbas restantes em Baraka; neste ponto, a disciplina da guarnição rebelde quebrou e eles recorreram a ataques em massa sem sucesso para expulsar as tropas do governo de Baraka.  Os navios e barcos de Hoare também patrulhavam o lago para impedir que os rebeldes fossem reabastecidos.  No entanto, o papel evidente de McKay no desembarque em Baraka envergonhou a CIA e perturbou o Departamento de Estado dos Estados Unidos; assim, McKay foi removido de seu posto, apesar de sua liderança eficaz, e substituído por James M. Hawes. 

#### Avanço das forças governamentais no sul
Depois que os cubanos de Che Guevara foram informados do início da Operação Sul e da captura de Baraka, eles enviaram 14 homens sob o comando de Martínez Tamayo para armar emboscadas na área de Lugoma, enquanto tentavam discernir os objetivos da ofensiva do governo. O segundo em comando de Guevara, Víctor Dreke, percebeu que a operação tinha como objetivo fechar as rotas de abastecimento do lago, ao mesmo tempo em que forçava os conselheiros estrangeiros dos rebeldes a evacuar. Nos dias seguintes, os rebeldes atacaram repetidamente e retomaram Baraka, apenas para serem repelidos por novos ataques do governo.  Por volta de 4 de outubro, os comunistas cubanos passaram por uma crise quando Fidel Castro declarou publicamente que Che Guevara havia renunciado a todos os seus cargos governamentais em Cuba. Embora a razão exacta pela qual Castro fez este anúncio na altura continue a ser contestada entre os historiadores, Guevara considerou a acção como uma "traição de confiança".  Em 5 de outubro, Ernesto Guevara reuniu os oficiais simbas, ruandeses e cubanos da área de Fizi-Baraka para discutir a sua situação militar deteriorada, uma vez que estavam a ficar sem áreas para a guerra de guerrilha e tinham de recuar ou envolver-se em batalhas convencionais.  Os oficiais decidiram resistir e lutar; Guevara posteriormente escreveu uma carta dura a Fidel, criticando seu superior por ter confiado em Soumialot em vez dele e por não ter enviado os suprimentos e o pessoal que Che considerou necessários para continuar a luta. Fidel Castro nunca respondeu à carta. 

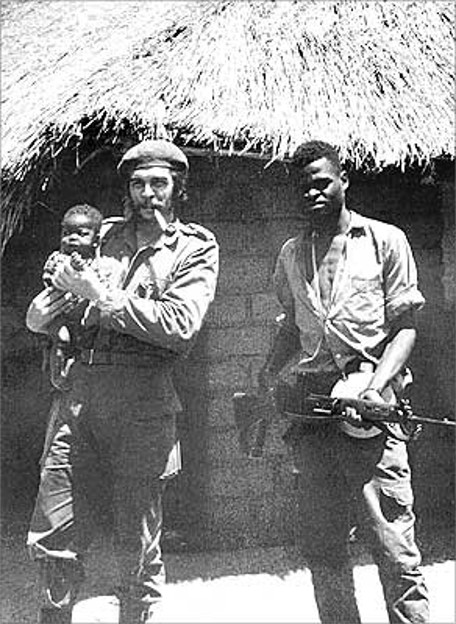
Che Guevara (à esquerda) no leste da República Democrática do Congo em 1965.

As forças do governo finalmente tomaram Baraka em 9 de outubro. Eles também capturaram documentos simbas na cidade, informando-os sobre concentrações rebeldes na área mais ampla.  Enquanto duas companhias do ANC receberam ordens para proteger Baraka, o 5º Comando continuou seu avanço para o interior.  Os comunistas cubanos pretendiam inicialmente conter o avanço das forças governamentais através de emboscadas de guerrilha, mas Hoare planejou estar constantemente na ofensiva, forçando assim os insurgentes a batalhas convencionais durante as quais estavam em desvantagem.  As tropas de Hoare tomaram de assalto a Ponte Mutumbala em Tembili depois que aeronaves da CIA bombardearam o local, abrindo caminho para Fizi.   Esta cidade foi defendida por 400 insurgentes simbas e 10 cubanos sob o comando de Oscar Fernández Mell (Siki), mas a guarnição ofereceu pouca  ou nenhuma resistência.  Em 10 ou 13 de outubro, o 5º Comando capturou Fizi   que foi então guarnecido pelo 9º Comando.  Depois deste ponto, as tropas do governo avançaram para o sul,  pois Hoare tinha correctamente verificado que o principal acampamento cubano deveria estar localizado a oeste da área de Yungu-Kibamba. Ele tentou então cortar o acesso deles ao lago e forçá-los a uma zona de contenção cada vez menor. A principal força comunista cubana teria então que escolher entre assegurar uma rota de fuga para a Tanzânia ou defender Che Guevara que estava na montanha Luluabourg.  Entretanto, as forças navais da CIA e do ANC no lago tornaram-se cada vez mais eficazes na interrupção do fluxo de abastecimentos para os simbas, privando gradualmente os rebeldes de armas e outros equipamentos. 
Expulsos da fortaleza de Fizi-Baraka, os rebeldes recuaram para oeste e sul.  Guevara teve a ideia de mudar para uma campanha de guerrilha a partir das montanhas da região,  e suas forças se concentraram na montanha Luluabourg. Hoare esperava essa atitude. Satisfeito em isolar a fortaleza na montanha, o comandante mercenário continuou a tomar as cidades restantes controladas pelos rebeldes. Em 12 de outubro, os seus homens capturaram Lubonja,  seguido por Makungu alguns dias depois. 
Em 13 de outubro de 1965, ambos os lados ficaram surpresos ao saber que a crise política sobre a liderança da República Democrática do Congo havia piorado. O presidente Kasa-Vubu removeu Tshombe do cargo como resultado da disputa pelo poder. O parlamento pró-Tshombe rejeitou duas vezes o novo primeiro-ministro proposto por Kasa-Vubu, Évariste Kimba, e as lutas internas continuaram.  A demissão de Tshombe irritou os mercenários e gendarmes, mas também minou a causa dos rebeldes. Muitos países africanos justificaram seu apoio aos rebeldes simbas com suas críticas a Tshombe. Considerando os rebeldes simbas derrotados, mas seu objetivo de remover Tshombe cumprido, vários Estados começaram a encerrar sua assistência à rebelião e pediram aos cubanos comunistas que deixassem o Congo. No entanto, tendo sido demitido do governo cubano e não estando disposto a abandonar a causa, Che Guevara inicialmente recusou-se a sair.  Em vez disso, ele planejou um contra-ataque para retomar a iniciativa e restaurar o fluxo de suprimentos através do Lago Tanganica.  Para fazer isso, e ganhar tempo para o treinamento de 3.000 rebeldes simbas na Tanzânia, Guevara dividiu seus cubanos em três seções. Uma força, liderada por Guevara e Dreke, defendeu o acampamento perto de Kilonwe na montanha Luluabourg; a segunda, comandada por Martínez Tamayo (M'bili), montaria defesas na área portuária de Kibamba; a terceira sob o comando de Santiago Terry (Aly) tentaria retomar Baraka.  Enquanto isso, as forças do governo continuaram seu avanço. Em 19 de outubro, o 5º Comando capturou Kasimia num ataque combinado marítimo-terrestre,  enquanto as tropas do ANC vindas de Bendera tomaram de assalto as bases dos simbas perto de Yungu em 20 de outubro.  

#### Retirada de Che Guevara
Um mês de desastres sem nenhuma circunstância atenuante. À queda vergonhosa de Baraka, Fizi e Lubonja... devemos acrescentar... o desânimo total entre os congoleses... Os cubanos não estão muito melhores, de Tembo e Siki (Aragones e Fernandenz Mell) aos soldados.

—Che Guevara em seu diário.
Em 23 de outubro, o presidente Kasa-Vubu participou de uma reunião de Estados africanos durante a qual culpou Tshombe por todos os males da República Democrática do Congo, anunciou uma reaproximação com vários Estados de esquerda e o fim de todas as operações mercenárias. O chefe de Estado-Maior do ANC, Mobutu, ficou furioso com o anúncio e se recusou a demitir os mercenários. Isto resultou numa outra luta pelo poder, agora entre Kasa-Vubu e Mobutu.  Enquanto isso, Hoare começou a atacar diretamente os acampamentos comunistas cubanos. Em 24 de outubro, mercenários e tropas do ANC sob o comando do Major Peters atacaram o acampamento Kilonwe, quase matando o próprio Che Guevara. Os cubanos comunistas e seus aliados congoleses conseguiram recuar, embora tenham sofrido diversas perdas e tiveram que deixar equipamentos importantes para trás. Em 30 de outubro, a força de Terry, composta por 2.000 simbas e 45 cubanos, sobrepujou a pequena guarnição do ANC de Baraka e retomou a cidade. Hoare ordenou que o 5º Comando contra-atacasse imediatamente com apoio de aeronaves da CIA. Após uma batalha árdua que durou três dias, com centenas de perdas de ambos os lados, as forças governamentais garantiram a segurança da cidade.  Enquanto isso, as forças do governo também iniciaram um ataque direto ao porto de Yungu em Kibamba, defendido por uma guarnição sob o comando de Mell e Aragonés. Depois que barcos rápidos (tripulados por agentes cubanos da CIA) intervieram para destruir os ninhos de metralhadoras dos rebeldes, o porto caiu nas mãos das tropas do governo. Os cubanos recuaram para Kibamba. 

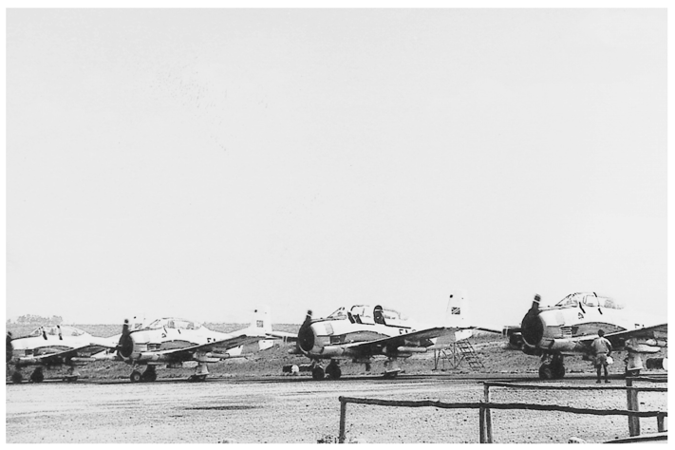
Aeronaves da CIA (T-28 fotografados no campo de aviação de Bunia) aumentaram seus ataques em novembro de 1965, desmoralizando ainda mais os rebeldes simbas e seus aliados.

Perante a perda das suas bases, o moral dos rebeldes despencou e muitos ruandeses e cubanos comunistas quiseram abandonar o conflito.   Os cubanos também perceberam que a rebelião estava a falhar e a população local tornou-se cada vez mais hostil.  Em 1º de novembro, uma carta do embaixador de Cuba na Tanzânia pediu a Che Guevara que abandonasse o conflito, mas ele ainda recusou.  Apesar de admitir que a revolução local estava “morrendo”, ele ainda sentia que os cubanos não podiam simplesmente abandonar seus aliados simbas.  Nos dias seguintes, a situação dos rebeldes piorou ainda mais; Guevara foi informado por seus comandantes que tanto as tropas cubanas quanto as ruandesas não estavam mais dispostas a continuar lutando. Também houve deserções em massa de simbas e ruandeses. Aeronaves da CIA também atacaram cada vez mais Nganja, dizimando os rebanhos de vacas locais que haviam se tornado a principal fonte de alimento dos rebeldes. Desertores e agricultores locais também mostraram os acampamentos rebeldes restantes ao ANC, resultando em mais ataques aéreos.  Em meados de novembro, Ernesto Guevara percebeu que a situação havia se tornado insustentável; seus homens começaram a destruir documentos e quaisquer armas ou equipamentos que não pudessem carregar. Guevara contatou Zhou Enlai, que sugeriu que os cubanos poderiam tentar se unir à rebelião de Cuílo, mas o revolucionário cubano considerou essa proposta inviável. Guevara encontrou-se a seguir com o líder simba Massengo,  e ofereceu-se para lutar até à morte.  No entanto, Massengo disse-lhe que os comunistas cubanos não tinham outra opção senão abandonar a zona de guerra,  pois não podia justificar que as tropas de Guevara lutassem até ao fim, mesmo quando os próprios simbas estavam a desistir. Guevara finalmente concordou em retirar-se. 
Os homens de Guevara embarcaram então em vários barcos fortemente armados no Lago Tanganica na noite de 20/21 de novembro para deixar o Congo em direcção à Tanzânia.  A fuga foi repleta de disputas constantes. Guevara ainda estava hesitante em partir, às vezes expressando a determinação de ficar para trás ou pensando em tentar se unir à rebelião de Cuílo, afinal. Ele também não estava disposto a deixar para trás muitos refugiados que imploravam para embarcar em barcos cubanos. Somente a pedido dos seus subordinados é que Guevara acabou por sair.  Os relatos da retirada dos comunistas cubanos através do Lago Tanganica diferem bastante entre aqueles publicados pelo governo cubano, de um lado, e pelos veteranos da CIA, do outro. De acordo com a versão oficial do governo, a evacuação ocorreu sem problemas e não encontrou resistência. Em contraste, veteranos da CIA afirmam que os barcos comunistas cubanos colidiram com uma patrulha naval composta pelo Swift Boat Monty, tripulado por agentes cubanos da CIA sob o comando do capitão Ricardo Chávez. Seguiu-se um curto tiroteio, que possivelmente resultou no afundamento de um ou dois barcos comunistas antes da retirada do Monty.  Algumas fontes da CIA e da Bélgica também afirmaram que as forças governamentais receberam ordens para não se envolverem com os comunistas cubanos em fuga, para evitar um incidente internacional. 
Na altura da partida de Guevara, a rebelião Simba já estava efectivamente derrotada.  Muitos rebeldes também fugiram para o exílio; alguns acabaram por se mudar para Cuba.  Os rebeldes Simba restantes se moveram mais para o oeste e para o sul para escapar da ofensiva do governo. Isto exigiu que os contingentes do ANC defendessem as linhas ferroviárias para Kalemie, bem como Kongolo e Niemba, dos ataques rebeldes. Em fevereiro de 1966, forças do governo sistematicamente revistaram e destruíram as bases rebeldes restantes. Após estes esforços, as tropas do governo local foram reorganizadas e a primeira fase da Operação Sul foi declarada encerrada. 

### Fases Dois e Três
Em abril de 1966, a Fase Dois da Operação Sul foi lançada. No início, o 5º Comando sob o comando do Major Peters avançou ao longo do Lago Tanganica até Uvira, acompanhado por uma força mista do 6º Comando e do 5º Batalhão de Infantaria a oeste. Essas duas colunas expulsaram os rebeldes em seu caminho. Após dois meses de combates, a Fase Três foi iniciada. Nesse ponto, o 5º Comando, o 9º Comando, o 8º Batalhão de Infantaria, o 13º Batalhão de Infantaria e dois pelotões do 6º Comando estavam reunidos em Uvira. Eles então avançaram ao longo do Rio Ruzizi até Bucavu. Entretanto, outros elementos do 6º Comando e o 5º Batalhão de Infantaria moveram-se para se juntarem à guarnição do ANC em Mwenga.  Depois que os simbas foram expulsos do vale do rio Ruzizi e da área ao redor de Uvira, muitos rebeldes das etnias bembe, furiiru e vira recuaram para Hauts-Plateaux, em Quivu do Sul. Lá, eles entraram em confronto cada vez mais com os baniamulenges, cobrando impostos à força ou roubando seu gado. Em resposta, as milícias baniamulenges lutaram ao lado do ANC contra os remanescentes rebeldes e criaram um corredor humanitário para ajudar os civis que escapavam dos Hauts-Plateaux até o Rio Ruzizi e Baraka. Isso transformou o conflito em uma "guerra étnica" entre os baniamulenges (e o ANC) de um lado, e os bembe, furiirus e viras do outro. Como as milícias baniamulenges estavam armadas pelas forças de segurança, ganharam vantagem no conflito e tomaram os Hauts-Plateaux para si. 
Os rebeldes simbas restantes estavam concentrados principalmente ao longo da estrada Pende-Mende-Wamaza-Kongolo, onde ainda contavam com apoio local substancial. Em 14 de julho, esta área foi designada como área para a Fase Quatro da Operação Sul, para conter e eliminar os últimos insurgentes. No entanto, esta fase nunca foi realizada devido ao início dos motins de Stanleyville.  Independentemente disso, o historiador Gérard Prunier concluiu que a maioria dos rebeldes simbas restantes foram "massacrados" pelo ANC, mercenários e milícias baniamulenges. 

## Consequências
Em novembro de 1965, Mobutu organizou um golpe, derrubando Kasa-Vubu e levando Tshombe ao exílio. Embora Mobutu inicialmente parecesse disposto a trabalhar com a CONACO de Tshombe, ele gradualmente minou-a, bem como outras facções políticas do país, em seu próprio benefício.  De 1965 a 1967, Mobutu gradualmente pacificou ou expurgou seus rivais, enquanto as tentativas de Tshombe de retomar o poder falharam. Os apoiantes de Tshombe no ANC, nomeadamente mercenários e ex-gendarmes, tentaram sem sucesso travar este processo nos motins de Stanleyville, apenas para serem derrotados e levados ao exílio.  Os remanescentes dos rebeldes simbas continuaram a operar no leste do Congo, travando uma guerra de guerrilha de baixa intensidade a partir de bases em regiões fronteiriças remotas.  
O governo congolês também recompensou os baniamulenges pelo seu papel na derrota dos rebeldes simbas, favorecendo-os em relação a outros grupos étnicos locais.  Isto resultou em tensões étnicas duradouras, contribuindo para revoltas e violência locais subsequentes. 